# NGC 7786
NGC 7786 este o galaxie spirală situată în constelația Pegas. A fost descoperită în 1 octombrie 1883 de către Édouard Stephan⁠(d).